# Тайс, Иван
Иван Даниель Тайс Велес (исп. Iván Daniel Thays Vélez, 21 октября 1968, Лима) — перуанский писатель.

## Биография
Закончил филологический факультет Католического университета Перу в Лиме. С начала 1990-х годов выступает как писатель. Ведёт на телевидении программу Напрасный труд.

## Творчество
Сам писатель называет себя последователем Онетти. Его новеллы входят в наиболее представительные антологии латиноамериканской прозы.

## Книги
- 1992: Las fotografías de Frances Farmer/ Фотографии Фрэнсис Фармер (книга новелл, переизд. 2000, 2001)
- 1995: Escena de caza/ Сцена на охоте (роман)
- 1999: El viaje interior/ Путешествие вглубь себя (роман)
- 2000: La disciplina de la vanidad/ Наука бесполезности (роман, финалист премии Ромуло Гальегоса)
- 2009: Un lugar llamado Oreja de Perro/ Место под названием «Собачье ухо» (роман, финалист премии Эрральде; фр. пер. 2011)
- 2011: Un sueño fugaz/ Минутный сон (роман)
- 2011: El orden de las cosas/ Порядок вещей (роман)

## Признание
Премия принца Клауса (Нидерланды, 2000). В 2007, в рамках Международной книжной ярмарки в Боготе, Иван Тайс был включен в список 39 наиболее значительных писателей Латинской Америки в возрасте до 39 лет (см.: .